# (935) Clivia
(935) Clivia est un astéroïde évoluant dans la ceinture principale, découvert le 7 septembre 1920 par l'astronome allemand Karl Wilhelm Reinmuth depuis l'observatoire du Königstuhl.
Il est nommé d'après une fleur appartenant au genre des amaryllis.